# Esperanza (película de 1988)
Esperanza es una película mexicana del director ruso-mexicano Sergio Olhovich estrenada en 1988. Obtuvo el Premio Ariel a Mejor Película en 1989. Está basada en la vida del abuelo de Sergio Olhovich cuando, debido a la Revolución Rusa, tiene que exiliarse en México.

## Sinopsis
Con solo 19 años Vladimir Olhosvky, huyendo de la Revolución Rusa, se exilia en la Ciudad de México. Tendrá que abrirse paso en su nuevo país, totalmente desconocido para él, pero que al final le depara una vida plena.

## Premios
En la ceremonia de los premios Ariel de 1989 obtuvo 8 nominaciones, dejando escapar únicamente el Ariel de Plata a la mejor ambientación (Gabriel Robles y Boris Burnistrov). Los premios obtenidos en dicho evento son:
- Ariel de Oro por mejor película para Sergio Olhovich
- Ariel de plata por mejor dirección para Sergio Olhovich
- Ariel de plata por mejor actor de cuadro para Claudio Brook
- Ariel de plata por mejor argumento original para Sergio Olhovich
- Ariel de plata por mejor guion cinematográfico para Valentín Ezhov y Sergio Olhovich
- Ariel de plata por mejor edición para Carlos Savage
- Ariel de plata por mejor escenografía para Fernando Ramírez y Boris Burnistrov

## Artículos complementarios
- Anexo:Premio Ariel a la mejor película
- Revolución Rusa

## Sitios exteriores
- Esperanza en Internet Movie Database (en inglés).
- Esperanza (Sergio Olhovich) 1988 en YouTube.

- Datos: Q16482248